# Thomas Lehnerer
Thomas Lehnerer (* 22. September 1955 in München; † 19. März 1995 ebenda) war ein deutscher Künstler, Theologe und Hochschullehrer.

## Leben
Von 1970 bis 1974 war Lehnerer Schüler von Erwin Wortelkamp. Von 1974 bis 1990 studierte er Theologie, Philosophie, Kunstgeschichte und Pädagogik in München. Von 1977 bis 1983 belegte er ein Studium an der Akademie der Bildenden Künste München. 1984 wurde Lehnerer bei Falk Wagner mit der Dissertation über Die Kunsttheorie Friedrich Schleiermachers zum Dr. theol. promoviert. Anschließend habilitierte er sich in Ästhetik und allgemeiner Kunstwissenschaft. 1991 bekam er ein Villa-Massimo-Stipendium in Rom. Ab 1992 war er Professor für Theorie und Praxis der visuellen Kommunikation an der Gesamthochschule Kassel. Zusammen mit Michael Feistle gründete er die Weltgesellschaft für Glück.

## Ausstellungen (Auswahl)
- 1993: Museum für Gegenwartskunst, Basel
- 2008: Kunstmuseum Liechtenstein, Vaduz[2]
- 2015: Galerie der Stadt Fellbach

## Werke
- Methode der Kunst. Königshausen und Neumann, Würzburg, 1994, ISBN 3-88479-850-2.
- Lesebuch. Diözesanmuseum für christliche Kunst des Erzbistums, München und Freising. Kataloge und Schriften, Bd. 18
- Figurenkreis. Neues Museum Weserburg, Bremen, ISBN 3-928761-27-7.
- Die Kunsttheorie Friedrich Schleiermachers. Band 13 von Deutscher Idealismus, Klett-Cotta, Stuttgart 1987, ISBN 3-608-91449-8.[3]

## Auszeichnungen
- 1990: Schwabinger Kunstpreis
- 1991: Bremer Kunstpreis